# Filippo Aurelio Visconti
Filippo Aurelio Visconti (ur. 10 lipca 1754 w Rzymie, 30 marca 1831 tamże) – włoski archeolog, historyk sztuki, komisarz starożytności Państwa Kościelnego w latach 1784–1799.

## Biografia
Filippo Visconti pochodził z rodziny liguryjskiej, która pod koniec XVIII wieku osiadła w Rzymie. Szereg jej członków trudniło się archeologią. Filippo Aurelio urodził się w Rzymie 10 lipca 1754 roku. Ojciec Giovanni Antonio Battista Visconti był antykwariuszem, współorganizatorem Museo Pio-Clementino. Filippo Aurelio zajmował się archeologią. W latach 1784–1799 pełnił urząd papieskiego komisarza starożytności. Wraz z bratem Ennio Quirino Viscontim pracował po 1799 roku w Luwrze. W 1808 roku razem z Giuseppe Antonio Guattanim opublikował dzieło ilustrujące watykańskie Museo Chiaramonti (Il Museo Chiaramonti aggiunto al Pio-Clementino da N. S. Pio VII P.M.). W latach 1810–1826 wydał wraz z Giuseppe Valadierem Raccolta delle più insigni fabbriche di Roma antica e sue adjacenze, pracę poświęconą architekturze antycznej na terenie Italii, m.in. Świątyni Antonina i Faustyny, Świątyni Sybilli w Tivoli, Świątyni Westy na Palatynie.
Gdy po kongresie wiedeńskim w 1815 roku Państwo Kościelne odzyskało zrabowane przez Francję napoleońską dzieła sztuki antycznej, Visconti uczestniczył w pracach komisji przygotowującej ekspozycję w Museo Chiaramonti na Watykanie. Zmarł w Rzymie 30 marca 1831 roku.